# Sotirni satelit
Sotirni satelit je naravni satelit, ki kroži okoli osrednjega planeta ali drugega nebesnega telesa na isti razdalji kot neko drugo telo. 
Primer takšnih dveh sotirnih satelitov sta Saturnova satelita Janus in Epimetej. Satelita krožita skoraj po isti tirnici in vsaka štiri leta tirnici zamenjata.

## Trojanski satelit
Posebna oblika sotirnih satelitov so trojanski sateliti, ki se nahajajo v Lagrangeevih točkah L4 in L5. Trojanski sateliti v teh dveh točkah krožijo po isti tirnici kot osnovno telo, lahko so pred njim ali za njim. 
Primer trojanskih satelitov najdemo pri Saturnu. Luna Tetija ima dva Trojanca (Telesto in Kalipso). Prav tako ima Saturnova luna Diona dva Trojanca (Helena in Polidevk).
Pri Zemlji še niso našli nebesnih teles, ki bi bile v Lagrangeevih točkah L4 in L5.